# زمران النخل
قرية زمران النخل هي إحدى القرى التابعة لمركز الدلنجات في محافظة البحيرة في جمهورية مصر العربية. حسب إحصاءات سنة 2006، بلغ إجمالي السكان في زمران النخل 15658 نسمة، منهم 7994 رجل و7664 امرأة.